# Paracymothoa tholoceps
Paracymothoa tholoceps là một loài chân đều trong họ Cymothoidae. Loài này được Bowman miêu tả khoa học năm 1986.